# Eldorado (film, 2008)
Pour les articles homonymes, voir Eldorado (homonymie).
Pour plus de détails, voir Fiche technique et Distribution.
Eldorado est une comédie dramatique et un road movie franco-belge réalisée par Bouli Lanners et sortie le 4 juin 2008 en Belgique et le 18 juin 2008 en France. Le film a été présenté le 18 mai 2008 à la Quinzaine des réalisateurs lors du Festival de Cannes 2008.

## Synopsis
Yvan, un revendeur de voiture, rentre tard chez lui, une maison dans la campagne belge. Il découvre que quelqu'un  a pénétré dans sa maison par effraction et tombe nez-à-nez avec un jeune drogué désœuvré et en manque, venu voler un peu d'argent. Yvan décide d'aider ce jeune homme qui dit s'appeler Elie ; il ne le dénonce pas à la police et lui laisse l'argent. Puis, pris de pitié et en souvenir de son jeune frère décédé d'une overdose, il accepte de le conduire chez ses parents qui habitent dans le sud de la Belgique. Un voyage en Wallonie commence, plein de péripéties, allant de rencontres troublantes en accidents et scènes cocasses.

## Fiche technique
- Titre : Eldorado
- Réalisation : Bouli Lanners
- Scénario : Bouli Lanners
- Production : Jacques-Henri Bronckart, Jérôme Vidal, Olivier Bronckart et Arlette Zylberberg
- Société de production : Versus Production et Lazennec Productions
- Distribution : Haut et Court
- Musique : Renaud Mayeur et Koen Gisen
- Décors : Paul Rouschop
- Costumes : Elise Ancion
- Photographie : Jean-Paul de Zaeytijd
- Son : Olivier Hespel
- Montage : Ewin Ryckaert et Marc Bastien
- Pays de production :  Belgique,  France
- Langue : français
- Format : couleur - 2,35:1 - Son Dolby Digital - 35 mm
- Genre : road movie, comédie dramatique
- Durée : 85 minutes
- Dates de sortie :
  - France 18 mai 2008 au festival de Cannes
  - Belgique : 4 juin 2008
  - France : 18 juin 2008
- Box-office France : 141 154 entrées

## Distribution
- Bouli Lanners : Yvan
- Fabrice Adde : Elie/Didier
- Philippe Nahon : le collectionneur
- Françoise Chichéry : la mère d'Elie
- Didier Toupy : le naturiste Alain Delon
- Stefan Liberski : un des garagistes
- Baptiste Isaïa : l'autre garagiste
- Jean-Jacques Rausin : un des motards
- Renaud Rutten : l'autre motard
- Jean-Luc Meekers : le placeur de voitures
- Michaël Abiteboul :
- Pauline Denis :
- Fanny Deprelle :
- Marc Joris : Jésus
- Claude Pinchart : Le compagnon d'Alain Delon

## Analyse
Eldorado est un road movie burlesque et mélancolique dans la tradition de l'absurde et du surréalisme belge, qui dépeint (Bouli Lanners était peintre avant de faire du cinéma), grâce à des couleurs saturées, des images au format CinemaScope, un western moderne utilisant de nombreux travellings latéraux et gags de situation mettant en scène une relation intense entre deux hommes perdus dans leurs vies respectives et voués à une fin inéluctablement noire.

## Distinctions

### Récompenses
- Festival de Cannes 2008 : Label Europa Cinemas et prix FIPRESCI
- Prix André-Cavens 2008
- Nomination au César du meilleur film étranger édition 2009
- Proposé par la Belgique comme candidat à l'Oscar du meilleur film en langue étrangère, il ne fut pas retenu dans la liste finale des nommés.